# Latisternum macropus
Latisternum macropus là một loài bọ cánh cứng trong họ Cerambycidae.